# حيي بن أخطب
 حُيَيُّ بْنُ أَخْطَبَ  هو سيد بَنِي النَّضِير قبل الإسلام، وهو والد أم المؤمنين صَفِيَّةَ بِنْتِ حُيَيِّ بْنِ أَخْطَبَ. كان من أعلم اليهود بدينهم كما كان من أشد مقاتليهم 

## عداؤه للنبي
بعد الهجرة، حين وصل النبى للمدينة، ذهب حيى بن أخطب مع شقيقه أبو ياسر بن أخطب للقاء النبي، وطلبا منه النظر بين كتفيه. فلما نظروا إلى ظهره رأوا الخاتم خاتم النبوة " وهي تشبه الزيتونة موجودة في أجسام كل الأنبياء يخرج منها ثلاث شعرات وتقع عند الفقرة الأولى من العمود الفقرى"، ثم سألوه: متى مات والدك؟ فأجابهم، ثم سألوه: من الذي رباك؟ وأسئلة كثيرة، فأجابهم. ورجع حيى بن أخطب وهو من أحبار اليهود، فسأله أخوه: أهو هو؟ " يقصد النبي الموجود في التوراة" قال: هو هو (أي هذا هو النبي)، قال: فماذا تنوى؟ قال: عداوته ما بقيت".

## إجلاء بني النضير عن المدينة
قرر بنو النضير اغتيال النبي بإلقاء صخرة عليه من فوق أحد الحصون إلا أنه نجا من تلك المحاولة. فقرر النبي طردهم من المدينة فغزاهم وسميت تلك الغزوة بغزوة بني النضير والتي نتج عنها طرد بنو النضير إلى خيبر

## غزوة الخندق
ازداد غضب حيى بن أخطب على النبي فانطلق إلى قريش فقابل أبا سفيان وقال له: جئتك لنستأصل محمدا فقال له أبو سفيان: أهذا الذي جاء بك؟ قال: نعم جئتك لأحالفك على حرب محمد. فقال أبو سفيان: مرحبا وأهلا.. كل من أعاننا على حرب محمد وعداوته فهو حبيب لنا. ودخل حيى وأبو سفيان وسادة قريش إلى الكعبة فرفعوا ستارها وألصقوا بطونهم على جدارها ليقسموا على التحالف وألا يخذل بعضهم بعضا حتى يتم القضاء على محمد. وأتجه حيى بن أخطب بعد ذلك إلى غطفان – ثاني قوة موجودة في الجزيرة بعد قريش – واتفق مع غطفان الأتفاق نفسه، ثم ذهب إلى قبائل أخرى، وهكذا جمع الأحزاب من بعض قبائل العرب، ورضى أن ينضوى تحت قيادة أبى سفيان قائد الجيش الموحد المتجه لحرب المسلمين. ذهب حيي بعد ذلك إلى كعب بن أسد القرظي سيد بنو قريظة، وحرضه على قتال محمد. فتسبب حيي بن اخطب في نقض العهد الذي أبرم بين النبي وبين يهود بنى قريظة الذي نص على الدفاع المشترك عن المدينة عند اعتداء أي عدو وذلك في غزوة الخندق ولما حكم الله في يهود بني قريظة بقتل رجالهم وسلب اموالهم وسبى ذراريهم كان حيي في حصونهم يقوى شوكتهم ويشحذ همهم فأمر رسول الله به فضربت عنقه.